# Kraljevstvo Slavena
Kraljevstvo Slavena (tal. Il regno degli Slavi) pripovijedno-povijesno je djelo dubrovačkog benediktinskog redovnika i povjesničara Mavra Orbinija († 1614.). Puno je ime djela »Kraljevstvo Slavena danas iskrivljeno nazivanih Skjavoni« (ll Regno delle Slavi hoggi corottamente detti Schiavoni). Djelo je objavljeno u Pesaru, današnja Italija, 1601. godine. Orbini je u pisanju ovog djela slijedio tradiciju Hvaranina Vinka Pribojevića († iza 1532.) u humanističkom zanimanju za Slavene, radu na ujedinjenju katoličkih i pravoslavnih Slavena, povezivanju sa Slavenima koji su bili pod osmanskom okupacijom te povezivanje sa Slavenima u Rusiji.
Djelo je napisano u duhu kasne renesanse i humanizma. Izlaže povijest Slavena kao jedinstvene idealizirane nacije s opisima junaštva, hrabrosti i podviga pojedinaca i skupina, od davnina do autorova vremena. Govorimo o svojevrsnoj pohvali Slavena. U prvom dijelu knjige, Orbini je donio talijanski prijevod Ljetopis popa Dukljanina, a u drugom dijelu druge izvore, legende i predaje. Djelo je postiglo znatan književni uspjeh te je utjecalo na kasnije književnike poput Ivana Gundulića, Junija Palmotića, Pavla Rittera Vitezovića i Andrije Kačića Miošića.
Orbini je koristio obimnom građom, na nekim mjestima nesačuvanom do danas, a unatoč tome što ponekad nedostaje točnosti i savjesnosti, djelo predstavlja značajan povijesni rad.[nedostaje izvor]
Djelo je doživjelo brojna citiranja, preuzimanja, prijevode dijelova i cjeline, kritike, odbacivanja i priznanja. Povjesničarka Solange Bujan tvrdi da je Orbini stvorio lažni povijesni dokument temeljen na suvremenim neobjavljenim izvorima i benediktinskim tekstovima, poput ulomaka iz nedavno objavljenih djela bizantskih povjesničara, s namjerom da priči da vjerodostojnost, te da su pravi i autentični srednjovjekovni povijesni tekstovi dubrovačka kronika Annales Ragusini Anonymi i tekst Regum Dalmatiae et Croatiae gesta Marka Marulića, koji se smatrao sažetim pregledom Orbinijeva Kraljevstva Slavena.
Kraljevstvo Slavena izuzetno je važno za povijest srednjovjekovne Bosne.[nedostaje izvor]  Godine 1603. našlo se na popisu zabranjenih knjiga, a razlozi su bili uporaba zabranjenih autora i njihovih djela.[nedostaje izvor]
Rad je doživio tri glavna prijevoda i publikacije s komentarima: njemačko, beogradsko i zagrebačko. Beogradsko izdanje iz 1968. godine urađeno je s prijevodom Zdravka Šundrića i komentarima Sime Ćirkovića, dok je zagrebačko izdanje 1999. godine urađeno s prijevodom Snježane Husić i uvodnom studijom Franje Šanjeka.
Skraćena verzija djela utjecala je na historiografiju Rusa, Bugara i Srba.

## Vanjske poveznice
- Kraljevstvo Slavena - dokumen.tips  Arhivirana inačica izvorne stranice od 1. travnja 2024. (Wayback Machine)
- Mavro Orbini - Kraljevstvo Slavena - scribd.com
- Kraljevstvo Slavena - archive.org
- Regnum Sclavorum - virtualna.nsk.hr  Arhivirana inačica izvorne stranice od 1. travnja 2024. (Wayback Machine)